# Acta Oeconomica
Acta Oeconomica es una revista académica trimestral revisada por pares publicada por Akadémiai Kiadó. Cubre cuestiones teóricas y generales relacionadas con los procesos de transición, la política económica, los métodos econométricos y la modelización económica de Europa del Este y Hungría.
La revista fue creada en 1966 por la Academia de Ciencias de Hungría y es una revista híbrida de acceso abierto. El editor jefe es Péter Mihályi (Universidad Corvinus de Budapest).

## Resumen e indexación
La revista está resumida e indexada en:
- EconLit[2]
- GEOBASE[3]
- Index Islamicus
- International Bibliography of the Social Sciences
- Referativny Zhurnal[1]
- Research Papers in Economics
- Scopus[4]
- Social Sciences Citation Index[5]

Según Journal Citation Reports, la revista tiene un factor de impacto en 2021 de 0,939, lo que la sitúa en el puesto 326 de 379 revistas en la categoría "Economía".